# Tanlay
Tanlay est une commune française, située dans le département de l'Yonne, en région Bourgogne-Franche-Comté. Elle compte 889 habitants selon le dernier recensement de 2022.
Tanlay est célèbre pour son château de style Renaissance.

## Géographie

### Climat
Pour des articles plus généraux, voir Climat de la Bourgogne-Franche-Comté et Climat de l'Yonne.
En 2010, le climat de la commune est de type climat océanique dégradé des plaines du Centre et du Nord, selon une étude du Centre national de la recherche scientifique s'appuyant sur une série de données couvrant la période 1971-2000. En 2020, Météo-France publie une typologie des climats de la France métropolitaine dans laquelle la commune est exposée à un climat océanique altéré et est dans la région climatique  Lorraine, plateau de Langres, Morvan, caractérisée par un hiver rude (1,5 °C), des vents modérés et des brouillards fréquents en automne et hiver. 
Pour la période 1971-2000, la température annuelle moyenne est de 10,6 °C, avec une amplitude thermique annuelle de 16 °C. Le cumul annuel moyen de précipitations est de 800 mm, avec 12 jours de précipitations en janvier et 8,2 jours en juillet. Pour la période 1991-2020, la température moyenne annuelle observée sur la station météorologique de Météo-France la plus proche, « Cruzy_sapc », sur la commune de Cruzy-le-Châtel à 9 km à vol d'oiseau, est de 11,1 °C et le cumul annuel moyen de précipitations est de 845,8 mm. 
La température maximale relevée sur cette station est de 40,7 °C, atteinte le 25 juillet 2019 ; la température minimale est de −21 °C, atteinte le 16 janvier 1985,,. 
Les paramètres climatiques de la commune ont été estimés pour le milieu du siècle (2041-2070) selon différents scénarios d'émission de gaz à effet de serre à partir des nouvelles projections climatiques de référence DRIAS-2020. Ils sont consultables sur un site dédié publié par Météo-France en novembre 2022.

## Urbanisme

### Typologie
Au 1er janvier 2024, Tanlay est catégorisée commune rurale à habitat dispersé, selon la nouvelle grille communale de densité à sept niveaux définie par l'Insee en 2022.
Elle est située hors unité urbaine. Par ailleurs la commune fait partie de l'aire d'attraction de Tonnerre, dont elle est une commune de la couronne,. Cette aire, qui regroupe 38 communes, est catégorisée dans les aires de moins de 50 000 habitants,.

### Occupation des sols
L'occupation des sols de la commune, telle qu'elle ressort de la base de données européenne d’occupation biophysique des sols Corine Land Cover (CLC), est marquée par l'importance des territoires agricoles (53,3 % en 2018), une proportion sensiblement équivalente à celle de 1990 (53,2 %). La répartition détaillée en 2018 est la suivante : 
forêts (44,8 %), terres arables (44,5 %), zones agricoles hétérogènes (7 %), zones urbanisées (1,9 %), prairies (1,7 %). L'évolution de l’occupation des sols de la commune et de ses infrastructures peut être observée sur les différentes représentations cartographiques du territoire : la carte de Cassini (XVIIIe siècle), la carte d'état-major (1820-1866) et les cartes ou photos aériennes de l'IGN pour la période actuelle (1950 à aujourd'hui).

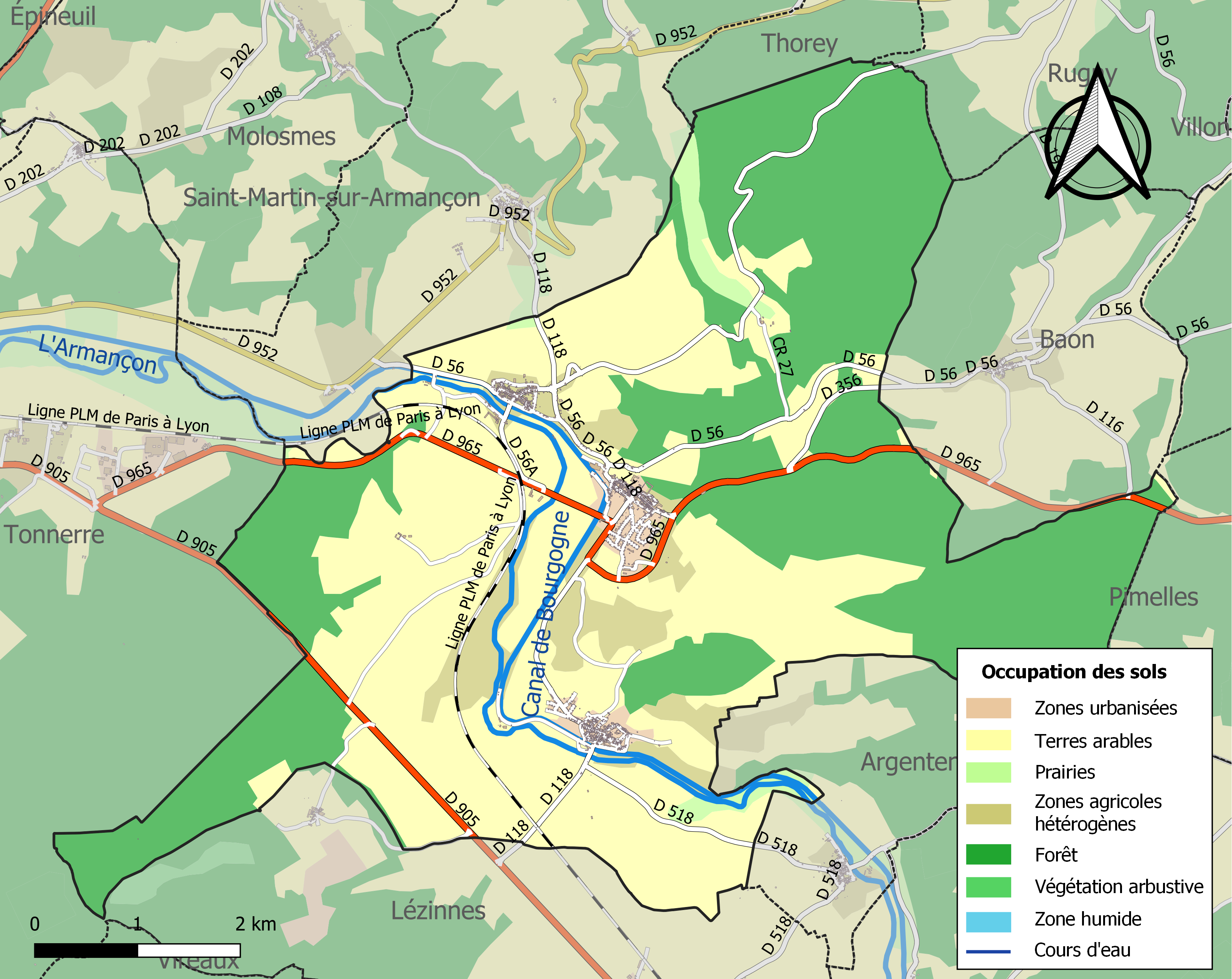
Carte des infrastructures et de l'occupation des sols de la commune en 2018 (CLC).

## Histoire
L'amiral de Coligny y séjourne en 1568 pendant une trêve des guerres de Religion, à proximité du prince de Condé, à Noyers. Il doit en fuir pour échapper aux armées de Catherine de Médicis.
Les anciennes communes de Saint-Vinnemer et de Commissey ont été rattachées (par fusion-association) à celle de Tanlay en 1973. Celle de Saint-Vinnemer porta provisoirement, au cours de la Révolution française, le nom de Vinnemer-l'Armançon.

## Politique et administration

### Liste des maires
| Période | Période | Identité             | Étiquette | Qualité                                                                                         |
| ------- | ------- | -------------------- | --------- | ----------------------------------------------------------------------------------------------- |
|         |         |                      |           |                                                                                                 |
|         | 1975    | Paulin Delprat       |           | Quincailler                                                                                     |
| 1975    | 2001    | Michel Delprat       |           | Conseiller général (1975-2008), Député de l'Yonne (1978-1981), Chevalier de la Légion d'Honneur |
| 2008    | 2020    | Jean-Pierre Bouilhac |           | Conseiller général (2008-2014)                                                                  |
| 2020    |         | Éric Delprat         |           |                                                                                                 |

## Démographie
L'évolution du nombre d'habitants est connue à travers les recensements de la population effectués dans la commune depuis 1793. Pour les communes de moins de 10 000 habitants, une enquête de recensement portant sur toute la population est réalisée tous les cinq ans, les populations de référence des années intermédiaires étant quant à elles estimées par interpolation ou extrapolation. Pour la commune, le premier recensement exhaustif entrant dans le cadre du nouveau dispositif a été réalisé en 2004.

En 2022, la commune comptait 889 habitants, en évolution de −13,69 % par rapport à 2016 (Yonne : −1,95 %, France hors Mayotte : +2,11 %).
| 1793 | 1800 | 1806 | 1821 | 1831 | 1836 | 1841 | 1846 | 1851 |
| ---- | ---- | ---- | ---- | ---- | ---- | ---- | ---- | ---- |
| 633  | 690  | 679  | 688  | 756  | 779  | 743  | 712  | 802  |

| 1856 | 1861 | 1866 | 1872 | 1876 | 1881 | 1886 | 1891 | 1896 |
| ---- | ---- | ---- | ---- | ---- | ---- | ---- | ---- | ---- |
| 692  | 665  | 636  | 583  | 568  | 548  | 563  | 551  | 578  |

| 1901 | 1906 | 1911 | 1921 | 1926 | 1931 | 1936 | 1946 | 1954 |
| ---- | ---- | ---- | ---- | ---- | ---- | ---- | ---- | ---- |
| 556  | 566  | 566  | 515  | 535  | 483  | 487  | 463  | 510  |

| 1962 | 1968 | 1975  | 1982  | 1990  | 1999  | 2004  | 2006  | 2009  |
| ---- | ---- | ----- | ----- | ----- | ----- | ----- | ----- | ----- |
| 472  | 593  | 1 190 | 1 195 | 1 105 | 1 172 | 1 146 | 1 175 | 1 123 |

| 2014  | 2019 | 2022 | - | - | - | - | - | - |
| ----- | ---- | ---- | - | - | - | - | - | - |
| 1 039 | 935  | 889  | - | - | - | - | - | - |

## Culture locale et patrimoine

### Lieux et monuments
- Le château de Tanlay, de style renaissance, a appartenu à la famille de l'amiral de Coligny puis au surintendant des finances Michel Particelli d’Émery, un proche de Mazarin, avant de devenir la propriété des marquis de Tanlay à la fin du XVIIe siècle.

Tous les étés, le Centre d'art de l'Yonne organise une grande exposition dans les communs du château.
- L'abbaye de Quincy est une ancienne abbaye cistercienne dont il ne subsiste plus que quelques bâtiments en cours de restauration  Inscrit MH (1926)[20].
- Chapelle Saint-Émiliand [près du château].
- Église Saint-Pierre et Saint-Paul (Saint-Vinnemer).
- Église Saint-Remy (Commissey).
- Église Saint-Sylvestre.
- Golf de Tanlay.
- Maison de retraite Saint-Joseph.

Monuments de Tanlay.
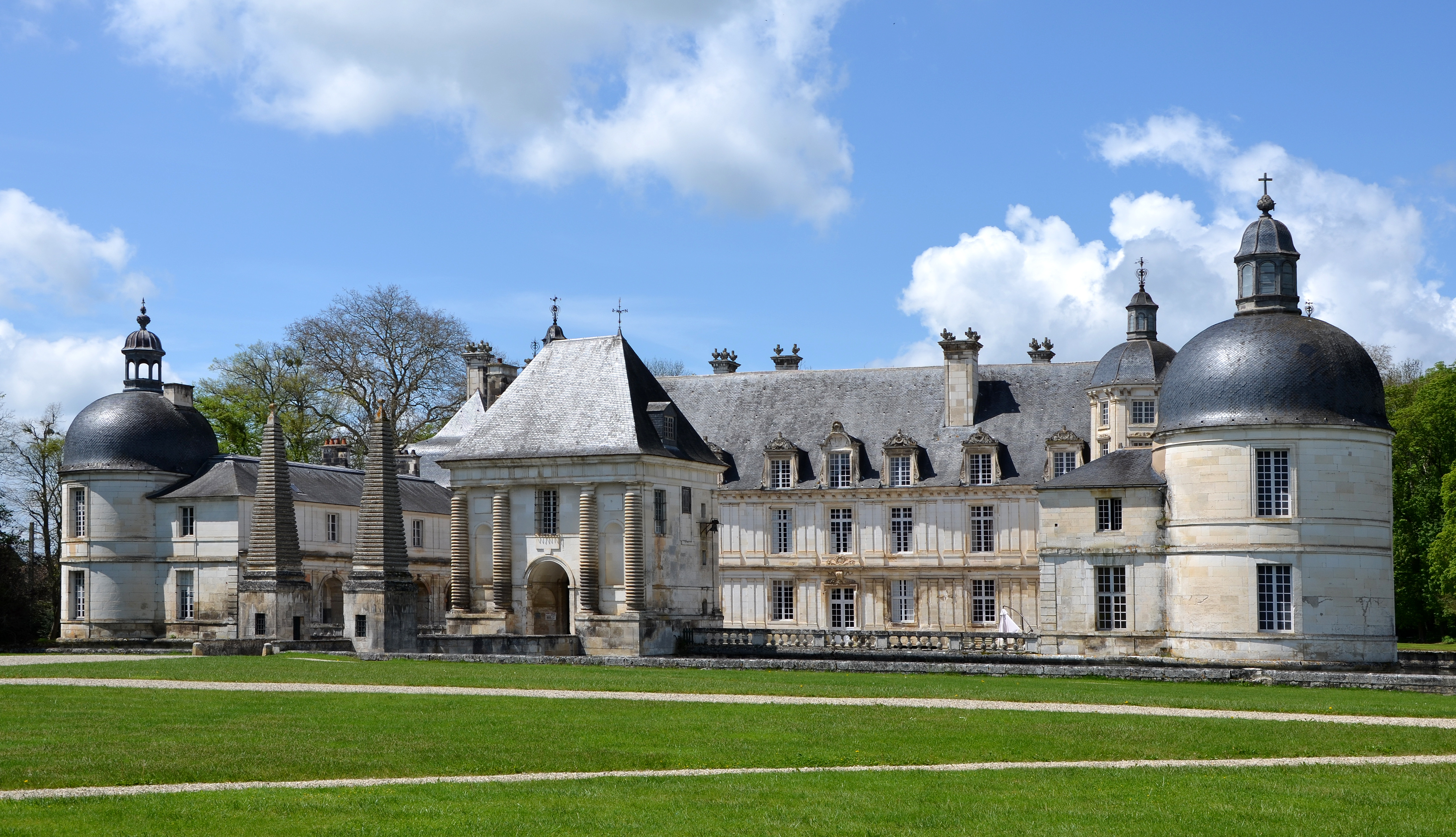
Façade du château de Tanlay.
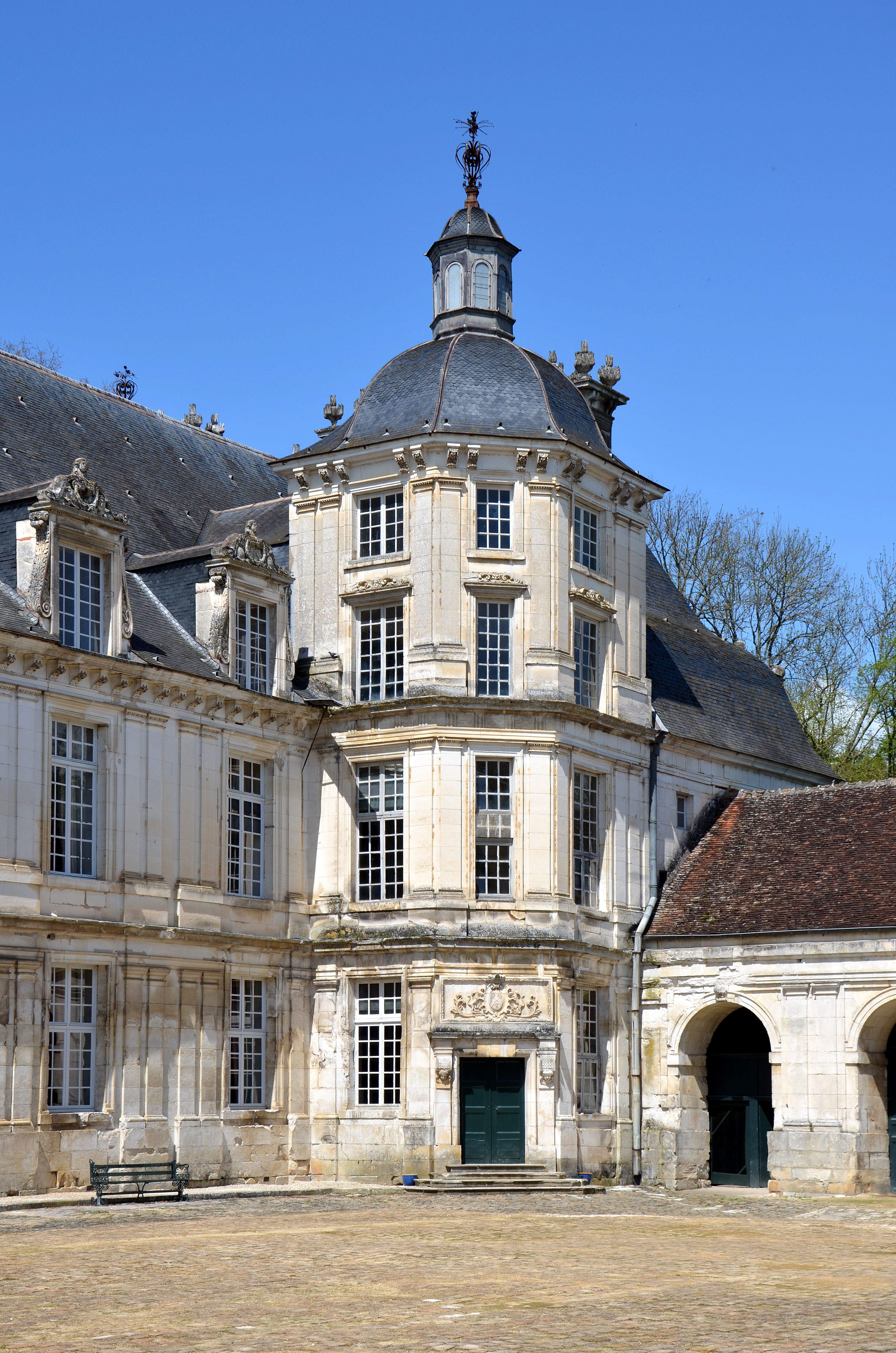
Tour du château de Tanlay.
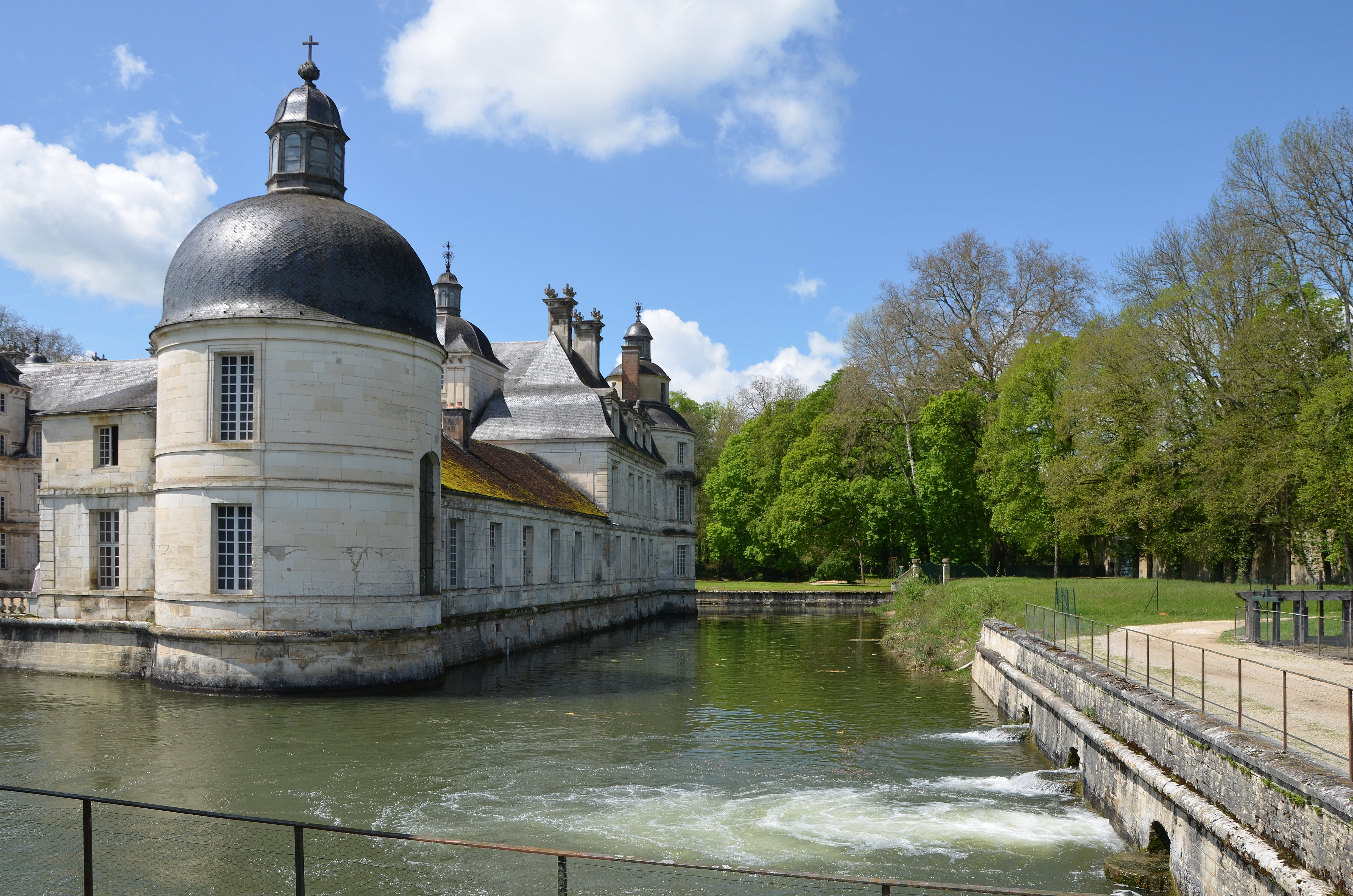
Douves du château de Tanlay.
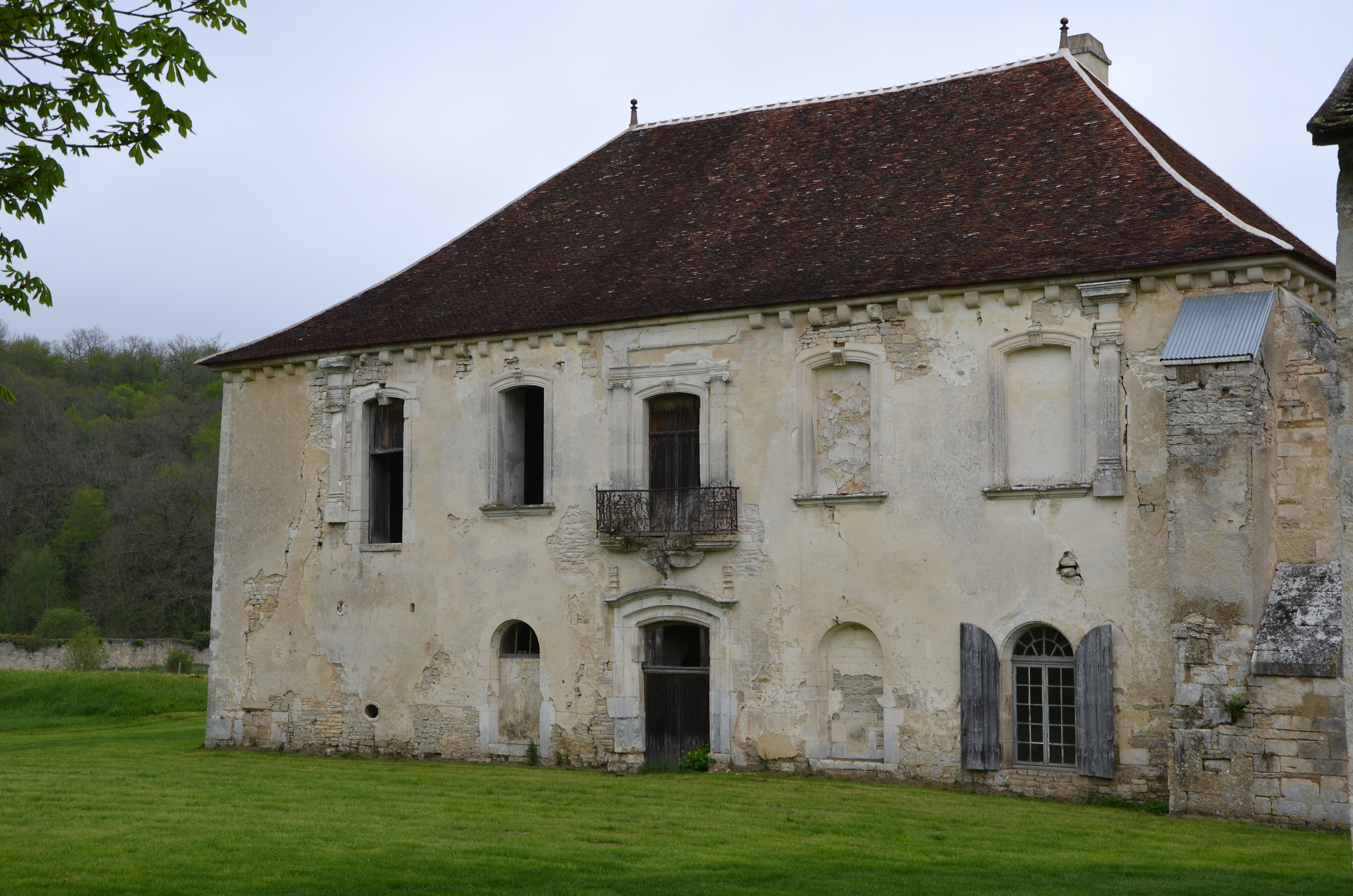
Bâtiment des moines de l'abbaye de Quincy.
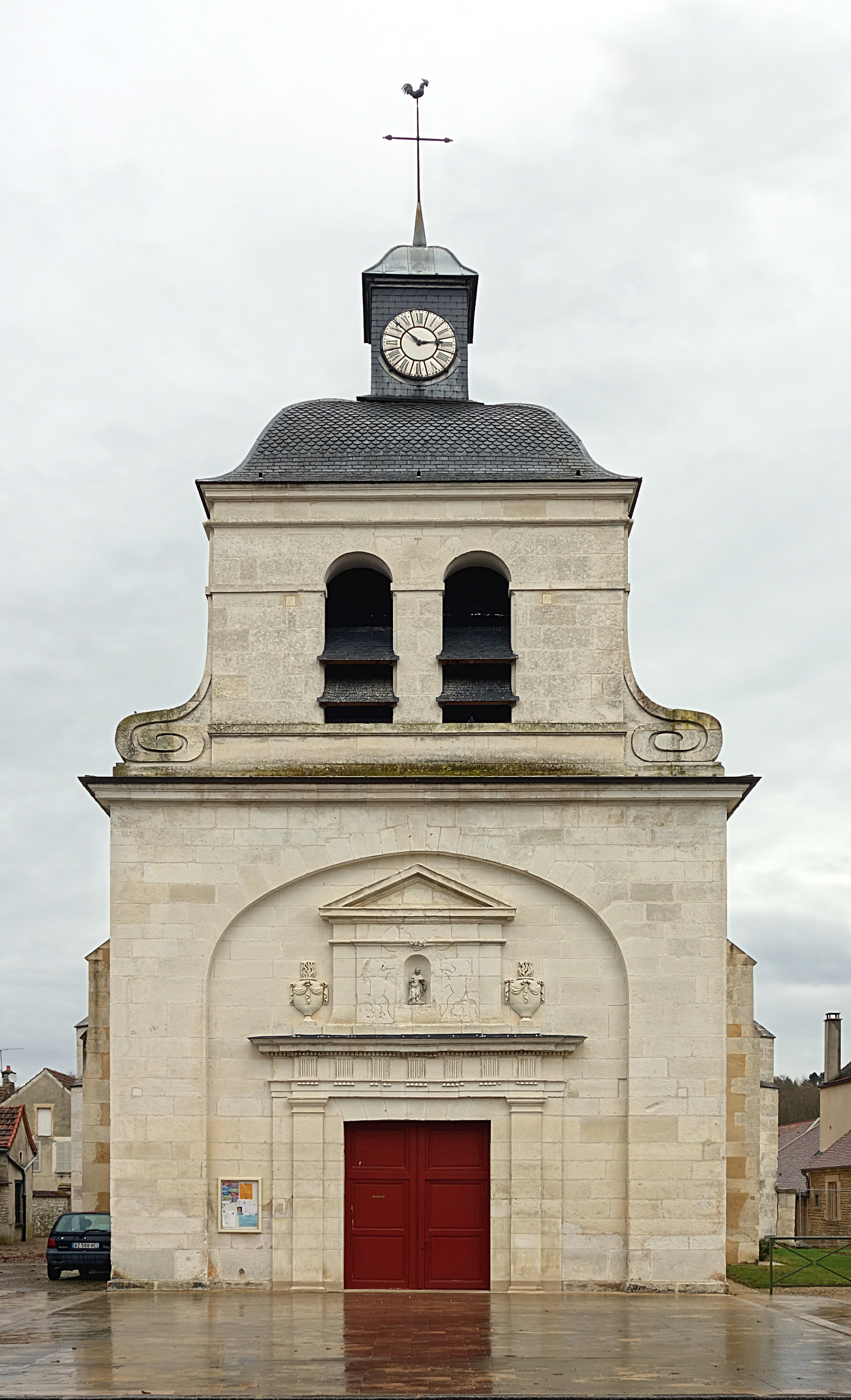
Église Saint-Sylvestre.

- Plaine des allemands.
- Tanlay est la capitale mondiale du fanzinat BD (collection de 6 000 titres).

### Environnement
La commune partage avec Baon l'un des derniers marais alcalins de l'ouest de la Bourgogne. Ce marais est visé par le site d'intérêt communautaire (SIC) du « Marais alcalin et prairies humides de Baon », un site Natura 2000 selon la directive Habitat d'une surface totale de 21 ha. Ce SIC s'étire en longueur dans le fond de la vallée au long du ru de Baon, à partir de 365 m en aval du lavoir à l'ouest de Baon (sur la D356), jusqu'à sa confluence plus en aval avec le ruisseau de Mélissay au pont de la Demi-Lune 250 m après l'ancien moulin du May, sur la commune de Tanlay. Sa largeur varie de 30 m (rétrécissement vers le moulin du May) à 215 m pour inclure une source le long de la D56.
La zone naturelle d'intérêt écologique, faunistique et floristique (ZNIEFF) continentale de type 1 du « Marais de Baon, vau d'Arvau et allée de Tanlay » couvre
675,81 ha, uniquement sur Tanlay. Elle inclut elle aussi le ru de Baon et la continuation du marais alcalin, à partir de l'entrée du ru sur la commune jusqu'à la rencontre du ru avec la ligne électrique à très haute tension au sud-est de la commune. Sont compris tous les coteaux du ru sur ce parcours, y compris ceux des vallons adventifs. La zone inclut également le ruisseau de Mélissay depuis la fontaine du Rocher près de l'ancienne abbaye de Quincy (aussi incluse ainsi que l'ancien moulin de Quincy) jusqu'à sa confluence avec le ru de Baon. Cet ensemble comprend l'allée de Tilleuls de Tanlay et sa faune remarquable, la combe boisée du Vau d'Arvau, et des friches calcaires au sud et au nord de cet endroit. Le sud de cette ZNIEFF inclut de plus l'essentiel de la forêt communale de Saint-Vinnemer, plateau et coteau.
Ces deux zones, par leur habitat particulier, abritent des espèces végétales et animales rares et menacées en Bourgogne,. Elles sont toutes deux incluses dans les  30 001,77 ha la ZNIEFF continentale de type 2 du « Massif calcaire du Tonnerrois oriental et Armançon » qui couvre un total de 30 001,77 hectares sur 44 communes.

### Personnalités liées à la commune

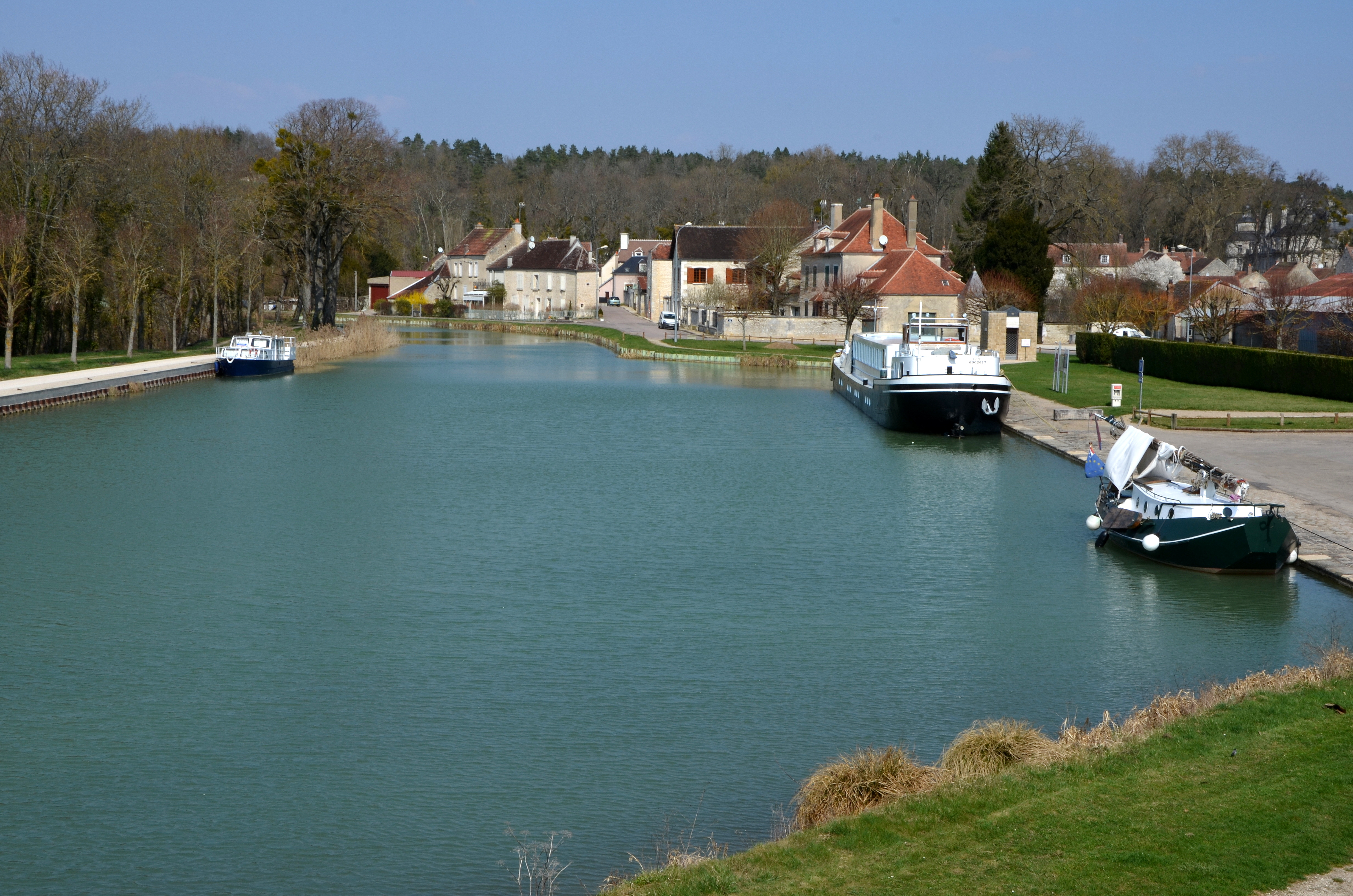
Le port de Tanlay sur le canal de Bourgogne.

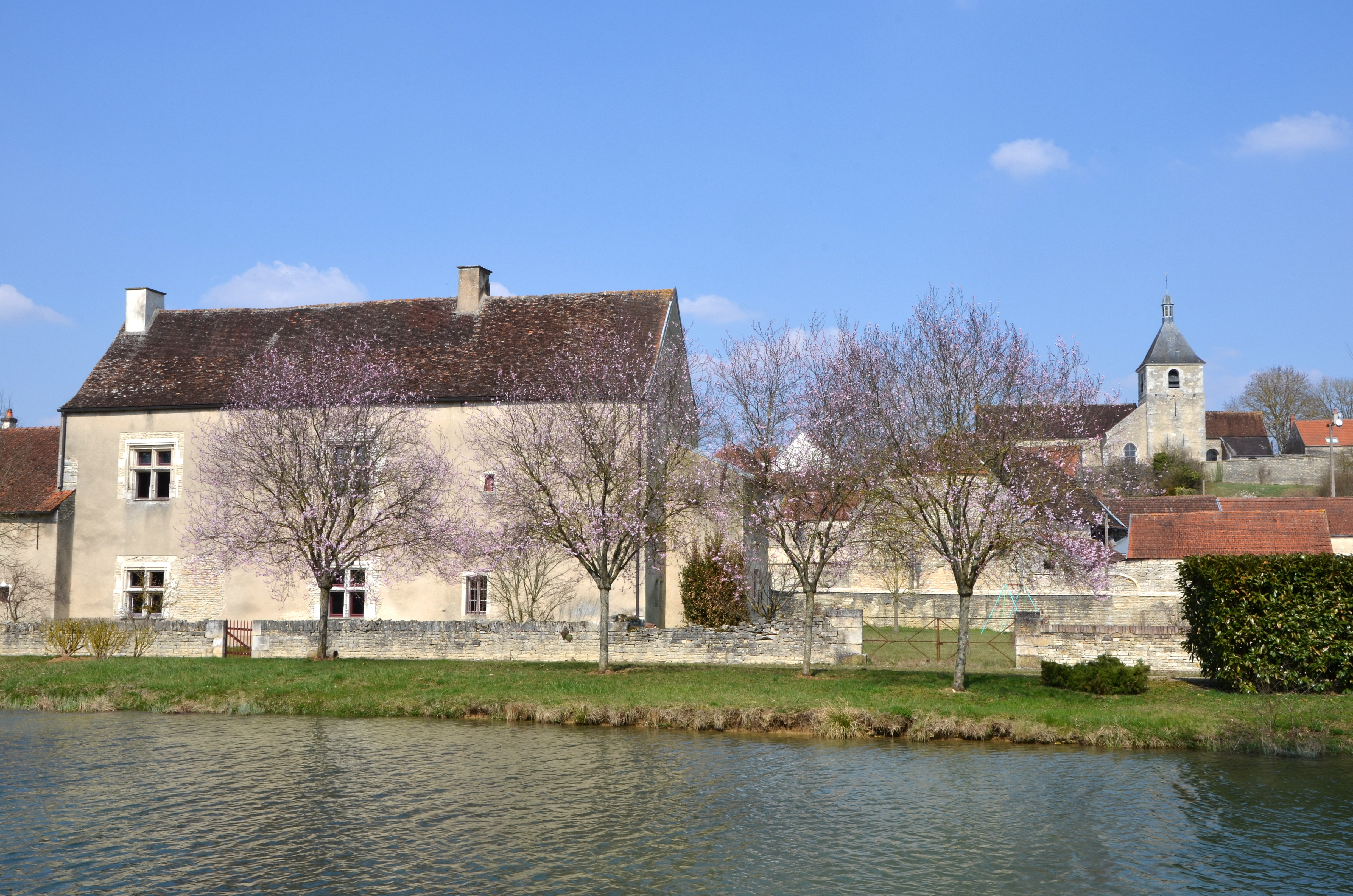
L'ancienne commune de Saint-Vinnemer est désormais rattachée à Tanlay.

Saint-Vinnemer est le berceau de la famille Beau dont la souche est François Beau (+1684), marchand à Saint Vinnemer :
- Branche aînée issue de Jean Beau (1740-1797), propriétaire à Nesle, conseiller général de la Côte-d'Or. Une branche a été autorisée au XXe siècle à relever le nom « de Kerguern ».
- Branche cadette issue d'Antoine Beau (1756-1794) marchand de vins à Paris :

- Branche à Paris issue d'Antoine-Alexis Beau (1819-1885) fondateur avec Charles de Baecque de la banque de Baecque-Beau. Une branche a été autorisée au XXe siècle à relever le nom « de Loménie » dont est issu Emmanuel Beau de Loménie (1896-1974), auteur de l'ouvrage Les Responsabilités des dynasties bourgeoises.
- Branche à Thubeuf (Orne) issue de Ferdinand Beau (1790-1862), conseiller municipal de Paris, négociant en laines et draperies. Son fils Amédée Beau (1820-1909), notaire à Paris, est député de l'Orne, conseiller général et maire de Tubœuf. Ses descendants dirigent aujourd'hui la société Guyenne et Gascogne.
- Jean Baillet (1908-1941), résistant communiste né à Tanlay, fusillé au Mont Valérien.

### Héraldique
| Blason de Tanlay | Blason  | Bandé d'or et d'azur, au château du lieu d'argent, ouvert du champ, ajouré et maçonné de sable, brochant en chef soutenu d'une burelle d'argent elle-même accompagnée en pointe d'une burelle ondée du même ; le tout enfermé dans une bordure de gueules chargée dans l'angle dextre du chef d'un arbre d'or. |
| Blason de Tanlay | Détails | Le statut officiel du blason reste à déterminer. |

## Pour approfondir